# Cyrtopodium aliciae
Cyrtopodium aliciae L.Linden & Rolfe 1892 es una especie litófita perteneciente a la familia de las orquidáceas.

## Distribución y hábitat
Encontrado en los estados de Pernambuco y de Minas Gerais, Brasil en alturas alrededor de 900 m s. n. m.

## Descripción
Es una orquídea de tamaño medio a grande, que prefiere el clima caliente a frío, es mayormente  de hábito terrestre o litófita, es robusta, erecta, alargada, fusiforme, cónica, con muchos nodos, los pseudobulbos ligeramente comprimidos lateralmente y envueltos  por completo con vainas y con  7 a 10 hojas, alargadas, coriáceas, linear-lanceoladas, agudas, trinervadas y erectas. Florece  en una sólida inflorescencia de 70 a 90 cm de largo , basal, erecta, paniculada, alternativamente ramificada, y en cada rama de 6 a 10 flores de 3.75 cm de longitud, en forma piramidal. La floración se produce en la primavera. 

## Nombres comunes
- Castellano: cyrtopodium de Alice (princesa alemana de los años 1800 entusiasta de las orquídeas)
- Inglés: Alice's cyrtopodium

## Sinonimia
- Cyrtopodium edmundoi Pabst 1971[1]